# Italo Biddittu
Italo Biddittu (Livorno, 28 luglio 1937) è un archeologo italiano specializzato in preistoria.Ha svolto attività didattica e scientifica, scritto pubblicazioni scientifiche e divulgative ed è l'artefice della scoperta del cranio fossile dell’Homo cepranensis, conosciuto come "Argil".

## Biografia
Durante gli studi giovanili ad Ancona, Italo Biddittu partecipa a sessioni di scavo assieme all’archeologa Delia Lollini, sviluppando precocemente la passione per l’archeologia. A partite dal 1957 comincia a svolgere diversi studi riguardo ai primi insediamenti umani in Europa, concentrando in particolar modo le sue ricerche nel territorio dell'Italia centrale e della Ciociaria. Giunto a Frosinone nel 1958, comincia a collaborare come corrispondente de Il Messaggero. Nel 1960 è distaccato per cinque anni presso l’Istituto Italiano di Paleontologia Umana di Roma, dove collabora con studiosi come Luigi Cardini, Luigi Bernabò Brea, Piero Cassoli, Francesco Settepassi, Aldo Giacomo Segre ed Eugenia Segre Naldini. Nel corso degli anni, Italo Biddittu compie numerosi saggi di scavo e scoperte in varie parti d’Italia. Parallelamente compie ricerche in Ciociaria portando alla luce giacimenti di età paleolitica. Il 13 marzo 1994 presso la località Campogrande, situata tra i comuni di Pofi e di Ceprano, in provincia di Frosinone, Italo Biddittu rinviene un cranio umano fossile incompleto, noto come Homo cepranensis, al quale attribuisce il nome affettivo di "Argil" per lo strato di argilla in cui era conservato. Nel 2005 Biddittu ottiene le cattedre di Paleoecologia e Paleontologia presso l'Università degli Studi di Cassino e del Lazio Meridionale e gli viene conferita la laurea ad honorem in Lettere. È autore di numerosi articoli scientifici ed è stato Presidente dell'Istituto di Paleontologia Umana dal 2006 al 2009. Ha curato, inoltre, la progettazione e la realizzazione di diversi musei come: il Museo Preistorico di Pofi P. Fedele, che illustra la preistoria del Lazio meridionale, il Museo dell’Energia di Ripi in collaborazione con Paco Lanciano, il Museo del Vulcanismo a Giuliano di Roma, il Museo di Speleologia a Pastena e l’Ecomuseo Argil.